# Скоморохов, Вячеслав Семёнович
Вячесла́в Семёнович Скоморо́хов (4 октября 1940, Старобельск — 5 ноября 1992, Луганск) — советский легкоатлет.
Заслуженный мастер спорта СССР (1969). Выступал за Днепропетровск, Ворошиловград — спортивные общества «Спартак», «Авангард».
Чемпион Европы 1969 в беге на 400 м с барьерами. 9-кратный чемпион Всемирных игр глухих, неоднократный рекордсмен мира среди глухих.

## Биография
В детстве, когда Слава только учился говорить, он практически полностью потерял слух из-за осложнения после гриппа. В результате он понимал собеседника только по артикуляции, а слышал, только если прокричать в самое ухо; выстрел стартового пистолета он тоже слышал.
Тренироваться к Евгению Буланчику Скоморохов пришёл в 19 лет — тогда его личный рекорд в беге на 110 м с барьерами был 16,6, и его мечтой было побить рекорд мира среди глухих (14,6). Он быстро прогрессировал, и в 1965 году стал чемпионом СССР в барьерном беге на 200 м и серебряным призёром на 110 м (14,0). На Всемирных играх среди глухих он стал трёхкратным чемпионом — там он в интересах команды пробежал и 400 м с барьерами и неожиданно победил.
В начале 1967 года Вячеслав перенёс сложную операцию в брюшной полости, после которой приговор врачей был — не менее полугода без тренировок. Несмотря на это, Скоморохову удалось подготовиться к следующему сезону. На Олимпийских играх 1968 года он занял 5-е место с рекордом СССР; на следующий год победил на чемпионате Европы, а его результат на чемпионате СССР стал лучшим результатом сезона в мире. Но болезни продолжали его преследовать: к чемпионату Европы 1971 году он не смог хорошо подготовиться из-за очередной болезни, а в сезоне 1972 года получил серьёзную травму.

Мемориальная доска

## Спортивные достижения
|       | Бег на 400 м с/б | Бег на 400 м с/б |
| Место | Результат        |                  |
| ----- | ---------------- | ---------------- |
| 1968  | 5-е место        | 49,1             |

|       | Бег на 110 м с/б | Бег на 110 м с/б | Бег на 400 м с/б | Бег на 400 м с/б |
| Место | Результат        | Место            | Результат        |                  |
| ----- | ---------------- | ---------------- | ---------------- | ---------------- |
| 1966  | 7-е место        | 14,2             | —                | —                |
| 1969  | —                | —                | чемпион          | 49,7             |
| 1971  | —                | —                | 7-е место        | 50,8             |

|       | Бег на 60 м с/б | Бег на 60 м с/б |
| Место | Результат       |                 |
| ----- | --------------- | --------------- |
| 1966  | 4-е место       | 7,9             |

|       | Бег на 110 м с/б | Бег на 110 м с/б | Бег на 200 м с/б | Бег на 200 м с/б | Бег на 400 м с/б | Бег на 400 м с/б |
| Место | Результат        | Место            | Результат        | Место            | Результат        |                  |
| ----- | ---------------- | ---------------- | ---------------- | ---------------- | ---------------- | ---------------- |
| 1965  | 2                | 14,0             | 1                | 22,8 — Р СССР    |                  |                  |
| 1966  | 3                | 14,1             |                  |                  |                  |                  |
| 1967  |                  |                  |                  |                  |                  |                  |
| 1968  |                  |                  |                  |                  | 1                | 50,4             |
| 1969  |                  |                  | 1                | 22,9             | 1                | 49,1 — Р СССР    |
| 1970  |                  |                  |                  |                  | 1                | 50,1             |
| 1971  |                  |                  |                  |                  | 1                | 49,8             |

Рекорды СССР
```
бег на 200 м с/б
[
2
]
 22,8*             7.10.1965   
Алма-Ата
, Ч СССР

бег на 400 м с/б   49,1             15.10.1968   
Мехико
, ОИ
                   49,1*            19.08.1969   
Киев
, Ч СССР

* — повторение рекорда
```

### Соревнования глухих
|       | Бег на 110 м с/б | Бег на 110 м с/б | Бег на 400 м с/б | Бег на 400 м с/б | Эстафета 4×100 м | Эстафета 4×100 м    | Эстафета 4×400 м | Эстафета 4×400 м      |
| Место | Результат        | Место            | Результат        | Место            | Результат        | Место               | Результат        |                       |
| ----- | ---------------- | ---------------- | ---------------- | ---------------- | ---------------- | ------------------- | ---------------- | --------------------- |
| 1965  | чемпион          | 14,6             | чемпион          | 52,5             | 2-е место        | 43,3 (сборная)      | чемпион          | 3.17,6 (сборная) — РМ |
| 1969  | чемпион          | 14,3 — РМ        | чемпион          | 51,4             | чемпион          | 42,1 (сборная) — РМ | чемпион          | 3.16,6 (сборная) — РМ |
| 1973  | чемпион          | 14,7             | чемпион          | 52,9             | —                | —                   | 3-е место        | 3.24,4 (сборная)      |